# Опасные связи
«Опа́сные свя́зи» (фр. Les Liaisons dangereuses), в подзаголовке «Письма, собранные в одном частном кружке лиц и опубликованные в назидание некоторым другим» (фр. Lettres recueillies dans une société et publiées pour l’instruction de quelques autres) — эпистолярный роман, увидевший свет в 1782 году. Единственное крупное художественное произведение французского генерала, изобретателя и писателя Пьера Шодерло де Лакло. Одно из наиболее читаемых прозаических произведений XVIII века. Расценивается современниками и литературоведами как один из лучших французских романов XVIII века.

## История
Сатирический роман о нравах французской аристократии был написан с применением характерных для того времени эпистолярного стиля и фривольности, с нравоучительным наказанием порока в конце. Всего роман состоит из 175 писем, первое из которых датировано 3 августа, а последнее — 14 января. Согласно заверениям Шодерло де Лакло, переписка подлинная, его участие ограничено лишь редакторской работой, о чём он сообщает читателю в «Предисловии редактора».
Немедленно после выхода в свет роман приобрёл популярность, первый тираж (2000 экземпляров) был распродан в течение месяца, последовало переиздание, которое в 1782—1783 годах сопровождалось примерно пятьюдесятью контрафактными публикациями романа. В 1823 году «Опасные связи» во Франции приговором уголовного суда были осуждены на уничтожение «за оскорбление нравственности», а в 1825 году конфискованы у книготорговцев.
В России роман впервые был издан на русском языке в 1804—1805 годах под названием «Вредные знакомства, или Письма, собранные одним обществом для предостережения других» в переводе А. И. Леванды (без указания имён автора и переводчика). Затем в 1930—1933 годах в переводе Н. Е. Эфроса с его предисловием и редакцией. В 1965 году роман вышел в переводе Н. Я. Рыковой, с её послесловием и примечаниями. В дальнейшем роман в советское время неоднократно публиковался в СССР с целью ознакомления читателей с памятником мировой литературы и, кроме того, показа морального облика эксплуататорских классов, так как рисует яркую картину разложения аристократического общества накануне Великой французской революции. В современной России роман также неоднократно переиздаётся, в том числе под одной обложкой с «Манон Леско» аббата Прево.

## Сюжет
Госпожа де Воланж забирает свою дочь Сесиль из монастыря, где ту воспитывали, чтобы выдать замуж за графа де Жеркура. Бывшая любовница Жеркура, когда-то обиженная им, маркиза де Мертей, желая отомстить обидчику, планирует соблазнить невесту, чтобы опорочить графа и выставить его посмешищем в обществе. В осуществлении своих замыслов маркиза прибегает к помощи своего друга, известного сердцееда виконта де Вальмона. Вальмон и маркиза некогда были любовниками, однако теперь лишь закадычные друзья. На спор с маркизой Вальмон согласился соблазнить невинную девушку, однако сам влюбится в добродетельную замужнюю даму, которую бросит из-за слова, данного маркизе. Вскоре он погибнет на дуэли с молодым Дансени, влюбившимся в Сесиль. Сама же маркиза после смерти Вальмона потеряет свою красоту (шрамы из-за оспы) и лишится всех своих привилегий в обществе. В книге маркиза и Вальмон представляют зло, которое, естественно, побеждается добром.

## Персонажи

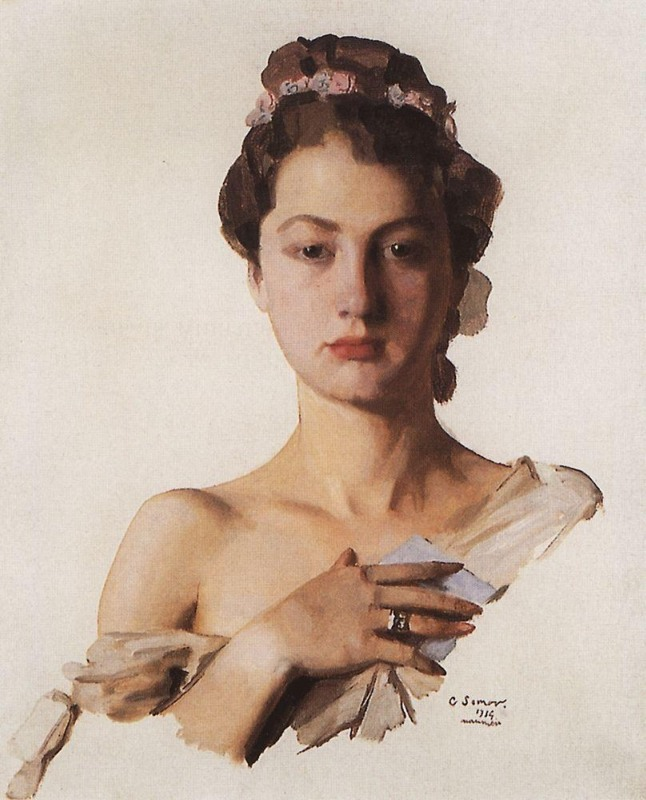
Сесиль Воланж на рисунке Константина Сомова

- Сесиль де Воланж[фр.] — воспитанница монастыря. Богатая наследница, 60 тысяч ливров дохода.
- Софи Карне — подруга Сесили Воланж по монастырю. Адресат Сесили. В действии романа участия не принимает.
- Маркиза де Мертей[фр.]
- Виконт де Вальмон[фр.]
- Граф де Жеркур — бывший любовник маркизы де Мертей, жених Сесили
- Президентша де Турвель[исп.]
- Госпожа де Воланж — мать Сесили
- Шевалье Дансени[фр.] — преподаватель Сесили по музыке
- Азолан — слуга виконта де Вальмон, егерь
- Госпожа де Розмонд — тётя Вальмона
- Преван — светский щёголь

## Оценки
Британская энциклопедия относит произведение Лакло к числу первых образцов психологического романа
Писатель Стендаль считал этот роман наиболее значительным произведением французской литературы XVIII века.
Литературовед, театровед и театральный критик С. С. Мокульский в статье о Лакло в «Литературной энциклопедии» называл роман «одним из замечательнейших произведений XVIII века». Он указывал, что «французская критика долго пренебрегала этим романом, зачисляя его в разряд безнравственных и чуть ли не порнографических книг», полагая, что «в этом пренебрежении было много лицемерия и ханжества», поскольку, по его мнению, «„Опасные связи“ — необычайно яркая и правдивая картина бытового разложения аристократического общества конца XVIII в.». Что касается главного героя — виконта де Вальмона — он отмечает, что это «своеобразная вариация типа Дон-Жуана, выродившегося в условиях жизни социально-паразитического класса в тип утонченно-злого, тщеславного и бесстыдного развратника, смысл существования которого — в развращении женщин». Мокульский приходит к выводу, что автор романа «мастерски обрисовал психику этого хищника, равно как и его жертв».
Литературовед И. А. Лилеева в статьях о Лакло в «Большой советской энциклопедии» и «Краткой литературной энциклопедии» отмечала, что в романе «дана яркая картина разложения аристократического общества накануне революции, созданы образы жестокого развратного виконта де Вальмона и циничной маркизы де Мертей, погубивших доверчивую девушку».

## Кинематограф и телевидение
- Опасные связи / Liaisons Dangereuses 1960 (1959, реж. — Роже Вадим).
- Верная женщина / Une femme fidèle (1976, реж. — Роже Вадим).
- Опасные связи / Les Liaisons dangereuses (1980, телефильм, реж. — Клод Барма).
- Опасные связи / Dangerous Liaisons (1988, реж. — Стивен Фрирз).
- Вальмон / Valmont (1989, реж. Милош Форман).
- Жестокие игры / Cruel Intentions (1999, Роджер Камбл).
- Опасные связи / Les liaisons dangereuses (2003, мини-сериал, реж. Жозе Дайан).
- Скрываемый скандал / Untold Scandal (2003, реж. Чже-ён Ли).
- Опасные связи / Dangerous Liaisons (2012, реж. Джин-хо Ур).
- Опасные связи / Ligações Perigosas (2016, мини-сериал, Бразилия, реж. Винисиус Коимбра и Дениш Сарасени).
- Игра в любовь: великий соблазнитель / 러브게임-위대한 유혹 (2018, реж. Кан Ин).

## Издания на русском языке
- Опасные связи / Шодерло де Лакло ; Пер. Н. Д. Эфрос ; Ред. и введ. Абрама Эфроса. - Москва : Федерация, 1930. - 20 см. Т. 1. - 1930. - 366 с. : портр.
  - Опасные связи : [Роман] / Шодерло де Лакло ; Пер. Н. Д. Эфрос ; Ред. и введ. Абрама Эфроса. - Москва : Федерация, 1933. - 1 т.; 20 см.
  - Опасные связи : Роман / Шодерло де Лакло ; Пер. Н. Д. Эфрос ; Ред. и введ. Абрама Эфроса. - Москва ; Ленинград : Academia, 1933. - 401 с., 10 л. ил., портр.; 26 см. - (Сокровища мировой литературы).
- Лакло Ш. де. Опасные связи, или Письма, собранные в одном частном кружке лиц и опубликованные в назидание некоторым другим Ш. де Л / Пер. с фр. Н. Я. Рыкова. — М.-Л.: Наука, 1965. — 359 с. — (Литературные памятники). — 15 000 экз.
  - Опасные связи / Шодерло де Лакло; Пер. с фр. Н. Я. Рыковой; [Вступ. ст. В. Никитина; Худож. А. Еремин]. - Москва : Худож. лит., 1990. - 316,[2] с. : ил.; 22 см.; ISBN 5-280-00889-3 (В пер.) : 2 р. 10 к.
- Опасные связи : [Роман] / Пьер Шодерло де Лакло; Пер. [с фр., послесл. и коммент.] К. Росс; [Ил. Н. Нейдре]. - Таллинн : Ээсти раамат, 1987. - 413,,[2] с. : цв. ил.; 21 см.; ISBN (В пер.) (В пер.) : 2 р. 60 к.
- Опасные связи : [Роман] / Шодерло де Лакло; [Перевела с фр. С. Яунарая; Худож. Е. Антимонова]. - Рига : Лиесма, 1990. - 397,[1] с. : ил.; 21 см.; ISBN 5-410-00095-1 (В пер.) : 4 р.